# Dionísio Gonçalves Rebelo Galvão
Dionísio Gonçalves (Calvas?) Rebelo Galvão († 28. November 1765 in Portugiesisch-Timor) war ein portugiesischer Kolonialverwalter. Ab 1763 war er portugiesischer Gouverneur von Timor und Solor.

## Dienst auf Timor

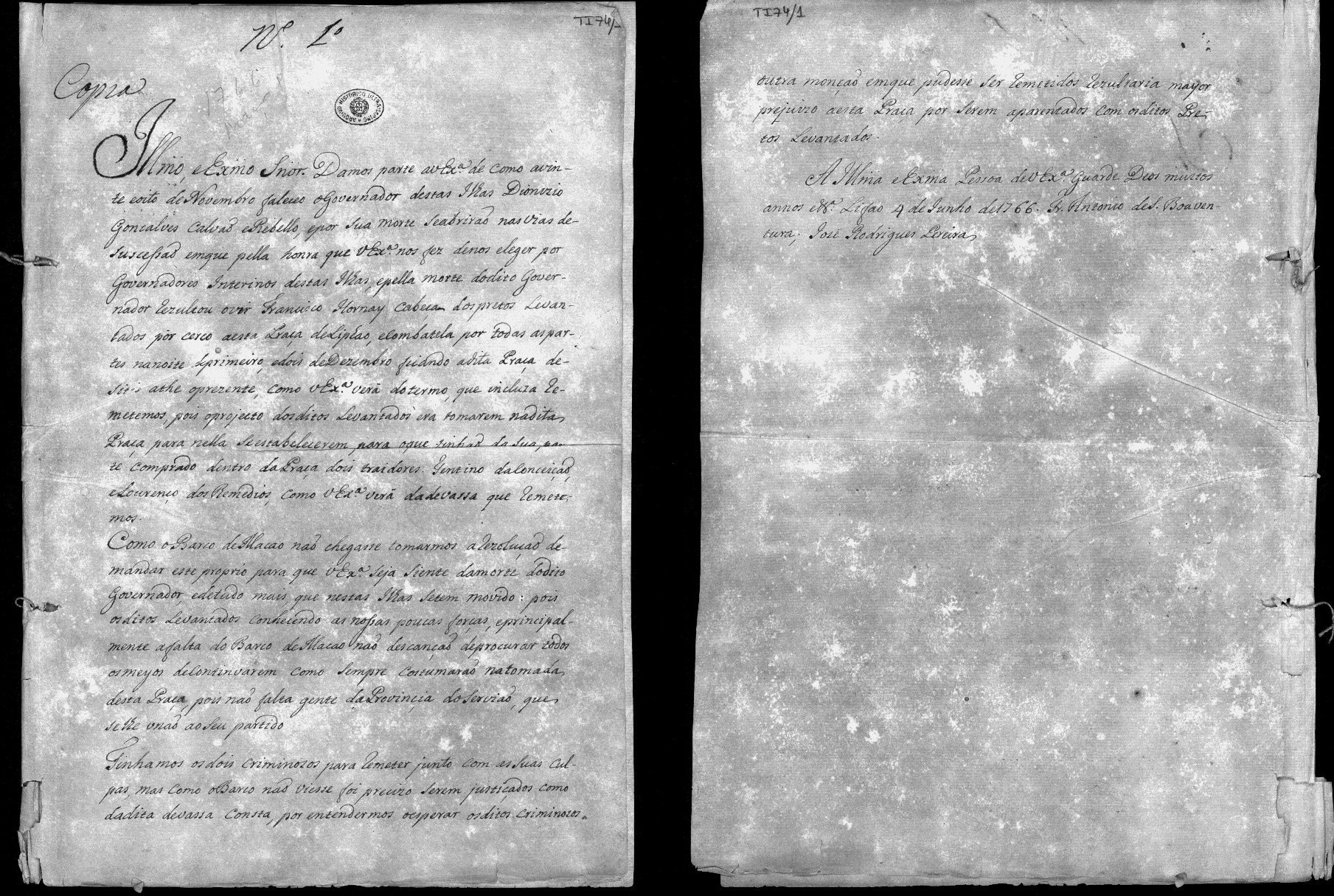
Bericht vom Tod von Gouverneur Dionísio Gonçalves Rebelo Galvão

Die Zeit war geprägt von der Cailaco-Rebellion der Timoresen gegen die Portugiesen und vom Kampf um die Macht zwischen Portugal und den Topasse, einer Mestizenbevölkerung, die hier als lokale Herrscher seit hundert Jahren unter nomineller portugiesischer Hoheit regierten. 1760 hatte Francisco da Hornay III., der Führer der Topasse, noch die Niederländer daran gehindert die portugiesische Kolonialhauptstadt Lifau in Besitz zu nehmen.
Galvãos Vorgänger Sebastião de Azevedo e Brito war 1760 nach einem Streit vom Dominikaner Jacinto da Conceição arrestiert und nach Goa abgeschoben worden. Jacinto da Conceição leitete nun den Regierungsrat (Conselho Governativo), der die Verwaltung der Kolonie übernahm. Doch Jacinto da Conceição wurde ermordet und ab 1762 führten den Rat der Priester Francisco de Purificação und Francisco da Hornay III. 1763 traf Galvão auf Timor ein und übernahm die Regierungsgewalt.
Das Verhältnis zu Francisco da Hornay III. scheint sich aber verschlechtert zu haben, denn Galvão enthob den Topasse zeitweise von seinem Amt als Generalkapitäne (Capitão-Mor). Am 28. November 1765 starb der Gouverneur. Er war von Francisco da Hornay III. vergiftet worden. Ebenfalls an dem Mord beteiligt waren António da Costa, Quintino da Conceição und Lourenço de Mello. Wieder übernahmen die Dominikaner in einem Regierungsrat, diesmal unter António de São Boaventura mit José Rodrigues Pereira, die Verwaltung der Kolonie. Da Francisco da Hornay III. von der Macht ausgeschlossen wurde, belagerte er ab 1766 Lifau. 1768 traf der neue Gouverneur António José Teles de Meneses ein. Er sollte der letzte Gouverneur sein, der in Lifau residierte.

## Belege
- History of Timor – Technische Universität Lissabon (PDF-Datei; 805 kB)